# Андрущенко, Анатолий Демидович
Анатолий Демидович Андрущенко (1915 (16?), село Яцуки (Яцюки) Богуславского района Киевской обл. — 1983 Одесса, УССР, СССР) — советский военачальник, генерал-лейтенант, первый заместитель начальника Главного управления боевой подготовки Сухопутных войск СССР, первый заместитель командующего Одесским военным округом. Депутат Верховных Советов Узбекистана, Азербайджана, Молдавской ССР. Делегат XXII съезда КПСС.

## Биография
Родился в крестьянской семье. Закончил Масловский институт селекции и генетики. На военную службу призван в 1938 году Таращанским райвоенкоматом Киевской области. В 1939 году направлен на учёбу в Военно-хозяйственную академию г. Харьков, на инженерный факультет.
На фронтах Великой Отечественной войны с 1 сентября 1941 года. Служил в оргплановых отделах в штабах тыла Резервного фронта, 5-й армии Западного фронта, с октября 1943 года — начальник штаба 1158 стрелкового полка 352 Оршанской стрелковой дивизии, с февраля 1945 года — командир 291 стрелкового полка 96 гвардейской Иловайской стрелковой дивизии. Участвовал в боях за Москву, Белоруссию, в Восточно-Прусской, Берлинской и Пражской операциях. Вступив в войну лейтенантом, закончил её подполковником.
Отличился в Витебско-Оршанской операции 25.06-26.06. 1944 года, возглавляя штаб 1158 стрелкового полка. Участвовал в боях за г. Оршу, превращенный немецким командованием в неприступную крепость. Неоднократно показывал образцы храбрости и мужества, прорывая подразделениями полка укрепленную, многоэшелонированную оборону противника. 26.06. в деревне Грязивка получил тяжелое ранение, но продолжил командование боем, выполнив боевую задачу.
В феврале 1945 года в боях за г. Кёнигсберг отличился, командуя 291-м стрелковым полком. Благодаря продуманному манёвру, подразделения полка стремительно овладели мощным опорным пунктом противника в 5 км от г. Цинтен, преграждавшим выход наших частей на дорогу Цинтен-Людвигсорт. Лично руководил подразделениями батальонов, в которых в ходе боя выбыли оба командира. Примером личного героизма увлек бойцов и офицеров в атаку и обеспечил выполнение боевой задачи. Развивая успех наступления, по собственной инициативе предпринял атаку высоты, превращенной немцами в опорный пункт. Успех этой операции обеспечил развитие дальнейшего наступления частей дивизии.
Участвовал в Берлинской наступательной операции, командуя 291-м стрелковым полком. В период боев с 26.04. по 1.05.1945 года полк разгромил крупную группировку противника в лесах юго-восточнее Берлина и захватил 2200 пленных, уничтожил танков и самоходок — 20, орудий и минометов — 44, бронетранспортеров — 10, автомашин — 60. Был представлен в ордену Суворова 3-й степени, однако, командир 3-го гв. стр. корп. генерал-майор Александров принял решение о награждении А. Д. Андрущенко орденом Александра Невского. Решение было поддержано вышестоящими начальниками. 
За героизм и отвагу, проявленные в годы Великой Отечественной войны, награждён двумя орденами Красного Знамени, орденом Александра Невского, орденом Красной Звезды, медалями. В ходе войны получил одно тяжелое и одно легкое ранения.
После войны продолжил военную службу в Советской армии. С июля 1946 года работал в управлении боевой и физической подготовки Сухопутных войск СССР. С декабря 1951 года по ноябрь 1953 года учился в Высшей военной академии им. К. Е. Ворошилова.
После окончания академии приказом МО назначен заместителем командира, а в марте 1954 года командиром 207 Померанской стрелковой дивизии (переименованной позднее в 32 мсд) в составе Группы советских войск в Германии. В сентябре 1958 года возглавил 17 армейский корпус Туркестанского военного округа. В феврале 1961 года приказом МО назначен командующим 4 армией Закавказского военного округа. С декабря 1964 года по февраль 1969 года работал 1-м заместителем начальника Главного управления боевой подготовки Сухопутных войск СССР.
В феврале 1969 года назначен на должность 1-го заместителя командующего войсками Краснознаменного Одесского военного округа, членом Военного совета. С 1972 года занимал должность военного советника в Северном военном округе Национальной народной армии Германской Демократической Республики. За вклад в укрепление боевого союза армий Варшавского договора награждён орденом «За заслуги перед народом и Отечеством» ГДР в золоте.
В 1975 году вышел в отставку, проживал в Одессе. Являлся пенсионером МО СССР. Умер 5 сентября 1983 года. Похоронен на Втором Христианском кладбище г. Одессы.

## Награды
- три ордена Красного Знамени
- орден Александра Невского
- два ордена Красной Звезды
- орден «За службу Родине в Вооружённых Силах СССР»
- Боевой орден «За заслуги перед народом и Отечеством»
- медали, в том числе:
  - «За боевые заслуги»
  - «За оборону Москвы»
  - «За победу над Германией в Великой Отечественной войне 1941—1945 гг.»
  - «За взятие Кёнигсберга»
  - «За взятие Берлина»
  - «За освоение целинных земель»
  - «За безупречную службу»